# Grant McFarland
Grant McFarland (1947 – Whangapoua, 20 novembre 2018) è stato un attore neozelandese, noto per i suoi ruoli di Lothor e Kanoi Watanabe nella serie televisiva Power Rangers Ninja Storm.

## Biografia
All'inizio della sua carriera è apparso principalmente in film indipendenti come The Footstep Man, Jack Be Nimble e Rapa Nui. Dalla fine degli anni '90 ha interpretato più ruoli televisivi apparendo in programmi come Hercules, Xena: The Warrior Princess e Street Legal. Da allora, McFarland è diventato noto nel 2004 per la serie televisiva Power Rangers Ninja Storm, in cui ha interpretato due ruoli, Kanoi Watanabe e il personaggio principale Lothor. Un anno dopo, ha reinterpretato il ruolo di Lothor in Power Rangers Dino Thunder.